# Jaman District
Der Jaman District ist ein ehemaliger Distrikt in der Brong-Ahafo Region in Ghana. Er wurde erst im Jahr 1988 durch eine Aufteilung des Berekum-Jaman Districts gebildet und seinerseits am 12. November 2003 per Präsidialdekret von Präsident John Agyekum Kufuor in die Distrikte Jaman South District und Jaman North District aufgeteilt, die seit 2018 zur Bono Region gehören.
Der Jaman District hatte 147.216 Einwohner (Stand 2002) auf einer Fläche von 1.376 km² und grenzte an die Distrikte Berekum, Dormaa und Tain sowie an das Nachbarland Elfenbeinküste.